# الأدب والارتياب
الأدب والارتياب هو عبارة عن مجموعة من المقالات المختصرة للكاتب عبد الفتاح كيليطو، يقع في حوالي 90 صفحة، صادر عن دار توبقال للنشر بالدار البيضاء سنة 2007، ضمن سلسلة المعرفة الأدبية. يحوي الكتاب عشر دراسات نقدية مستقلة، يجمع بينها رابط ظاهر أحياناً ومتوارٍ أحياناً أخرى، هو الارتياب.

## قضايا الكتاب
يتطرق الكتاب لفكرة الارتياب من عدة وجهات نظر منها :
- الكاتب والقارئ: علاقة الارتياب يُقدّم كيليطو الكاتب بوصفه شخصية تعيش على الحافة بين الإبداع والخطر، إذ تُحاصره توقعات القارئ وتسلط الرقيب في آنٍ معًا. في هذا السياق، يشير تحليل منشور في موقع "ثقافات" إلى أن كيليطو يستعيد استعارة شهرزاد بوصفها كاتبة تكتب لتنقذ حياتها، مما يجعل الكتابة فعل نجاة لا مجرد تعبير إبداعي.ماء العينين، عالية.[2]
- التحوير في نقل التراث يبرز كيليطو في بعض فصول الكتاب كيف أن نصوصًا تراثية معروفة خضعت عبر العصور لحذف أو تعديل، مستعرضًا نموذجًا من كتاب طوق الحمامة لابن حزم، حيث يلاحظ اختلافات بين النسخ في نسبة بعض الأشعار. ويُظهر هذا التناول حرص كيليطو على تتبع أثر التحوير بوصفه علامة على التوتر بين النص الأصلي وسياقات القراءة المتعددة. وقد أشار موقع "تطواني" إلى هذا الجانب في تغطيته للكتاب.السباعي، يوسف خليل. (20 مايو 2024).[3]
- النص كحقل للارتياب والتأويل' يعرض كيليطو فكرة أن النص الأدبي لا يُقدَّم بوصفه كيانًا مغلقًا أو مكتملًا، بل بوصفه مجالًا للتأويل والانفتاح. ووفقًا لمقال في موقع "الجريدة"، فإن الكتاب يؤكد أن كل نص يحمل قابليته المستمرة لإعادة القراءة، وأن القارئ يملأ فجوات المعنى ضمن عملية تأويلية مستمرة. كما تتقاطع هذه الرؤية مع مفاهيم التأويل الحداثي، وموت المؤلف عند رولان بارت، حيث لا يحتكر الكاتب سلطة المعنى.[4]
- البلاغة والغموض في الثقافة العربية: يرى كيليطو أن النصوص الكلاسيكية العربية لا تقوم فقط على البلاغة، بل تتوسّل الغموض والتأويل، مما يمنحها عمقًا وانفتاحًا على قراءات متجددة. وأشارت جريدة *الرياض* إلى أن الكتاب يكشف عن "ارتباط الكتابة بالارتياب والخوف والحذر تجاه القارئ"، ما يعكس الاندماج بين الطاقة الجمالية والبلغية التي تتجاوز الوضوح المباشر.[5]
- ألف ليلة وليلة والهروب من الرقابة يتوقف كيليطو عند حضور ألف ليلة وليلة بوصفه نصًا مراوغًا، يعتمد على الحيلة والتخييـل كاستراتيجية للكتابة في ظل الرقابة. ويُبرز في تحليله كيف تتحول شخصية شهرزاد إلى نموذج رمزي للكاتب الذي يكتب من أجل البقاء، لا من أجل التعبير الحر. الكتاب يُظهر كيف تتحول الكتابة إلى وسيلة تأمل وإنقاذ ذاتي، شبيهة برحلة زهير بن أبي سلمى التي تتردد في ثنايا النص.[6]

## الاستقبال النقدي
حظي كتاب "الأدب والارتياب" باستقبال نقدي مميز من قبل عدد من النقاد والباحثين. ترى الدكتورة عالية ماء العينين أن كيليطو يتعامل مع النص بوصفه "حكاية ساحر"، تُدخل القارئ في مدار التأويل، مشيرة إلى أن الكاتب لا يقدّم نصًا مكتفيًا بذاته، بل يدعو القارئ إلى شراكة تأويلية مفتوحة، في حين ترى جمعية الألوان التونسية، أن الكتاب لا يتبع منهجا أكاديميا صارما، بل يتميز بأسلوب استطرادي وتأملي مفتوح، حيث يتقاطع مع مقاربات فلسفية ولغوية دون أن يتقيد بمنهج نقدي محدد. كما يذهب جميل حمداوي إلى أن الكتاب يتميز بتوظيف ذكي للمنهج البنيوي دون الانقياد له بشكل آلي، مشيرًا إلى أن كيليطو لا يتعامل مع النصوص بوصفها أنظمة مغلقة بل كبنى منفتحة قابلة للتأويل، وهو ما يجعل قراءته للنص التراثي ذات طابع حديث.

## وصلات خارجية
صفحة كتاب "الأدب والارتياب" على جود ريدز